# Karnali (Zone)
Karnali (Nepali कर्णाली अञ्चल Karnali Anchal) war eine der 14 ehemaligen Verwaltungszonen Nepals.
Sie war nach dem Fluss Karnali (Oberlauf der Ghaghara, Nebenfluss des Ganges) benannt und lag in der Entwicklungsregion Mittelwest im Nordwesten Nepals. Verwaltungssitz war Jumla, Hauptort der Stadt Chandannath.
Karnali war in 5 Distrikte untergliedert:
- Dolpa
- Humla
- Jumla
- Kalikot
- Mugu

Durch die Verfassung vom 20. September 2015 und die daraus resultierende Neugliederung Nepals in Provinzen wurden die Distrikte dieser Zone der neugeschaffenen gleichnamigen Provinz Karnali (anfangs Provinz Nr. 6) zugeordnet.